# Desa Beru (administrativ by i Indonesien, Jawa Timur)
Desa Beru är en administrativ by i Indonesien.   Den ligger i provinsen Jawa Timur, i den västra delen av landet, 600 km öster om huvudstaden Jakarta. Desa Beru ligger vid sjön Waduk Beru.